# Укиё-э
Укиё-э (яп. 浮世絵, картины (образы) изменчивого мира) — направление в изобразительном искусстве Японии, получившее развитие с периода Эдо.

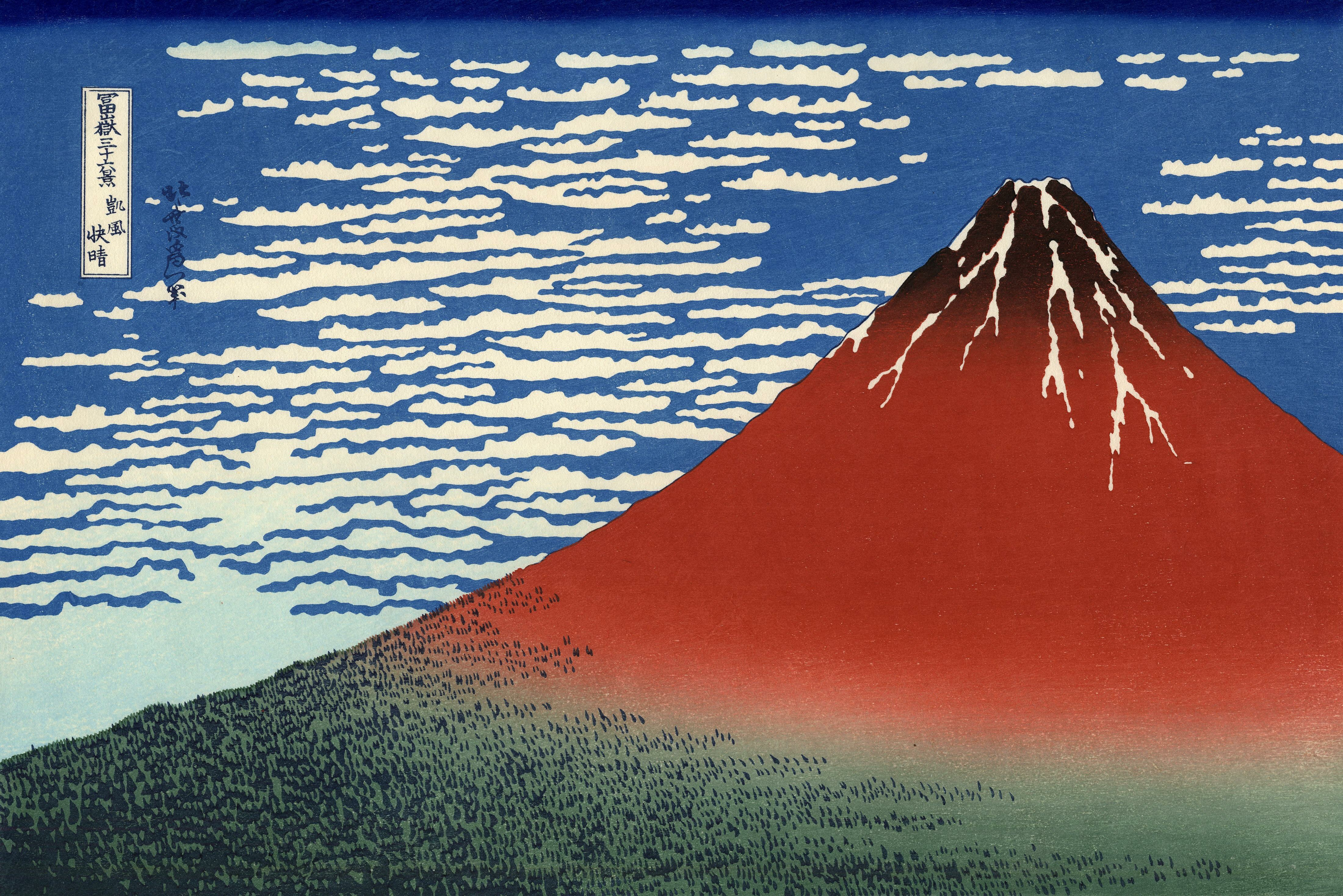
Кацусика Хокусай. «Южный ветер. Ясный день». Цветная гравюра на дереве. 1823—1831. Из серии «Тридцать шесть видов Фудзи».

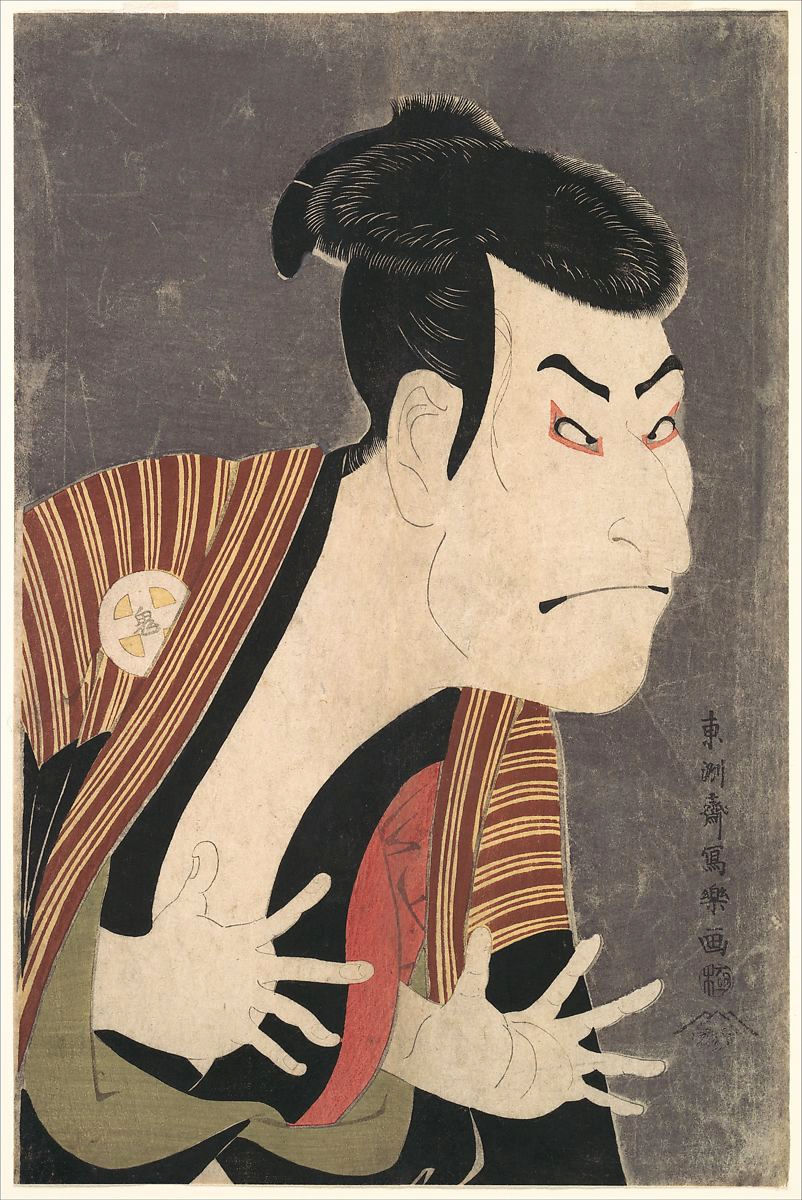
Тосюсай Сяраку. Актёр театра кабуки Отани Онидзи в роли Якко Эдобэя. 1794. Из серии «Портреты актёров трёх театров Эдо».

Слово укиё, дословно переводящееся как «плывущий мир», является омофоном к буддистскому термину «мир скорби», но записывается другими иероглифами. Первоначально термин «укиё» употреблялся в буддизме как обозначение «бренного мира, юдоли печали», но в эпоху Эдо, с появлением специально отведённых городских кварталов, в которых процветал театр Кабуки и находились дома гейш, термин был переосмыслен, и зачастую его стали понимать как «мир мимолётных наслаждений, мир любви».
Гравюры в стиле укиё-э — основной вид ксилографии в Японии. Эта форма искусства стала популярной в городской культуре Эдо (современный Токио) во второй половине XVII века.
Основоположником укиё-э считается японский живописец и график Хисикава Моронобу.
Изначально гравюры были чёрно-белыми — использовалась лишь тушь, с начала XVIII века некоторые работы затем раскрашивались вручную с помощью кисти.
В XVIII веке Судзуки Харунобу внедрил технику многоцветной печати для изготовления нисики-э («парчовые картинки»).
Гравюры укиё-э были доступны по цене из-за возможности их массового производства. Они предназначались в основном для городских жителей, которые не могли позволить себе потратить деньги на картины.
Для укиё-э характерны картины обыденной жизни, созвучные городской литературе этого периода. На гравюрах изображались прекрасные гейши (бидзин-га), массивные борцы сумо и популярные актёры театра кабуки (якуся-э). Позднее стала популярной пейзажная гравюра.

## История
Стиль укиё-э зародился на волне урбанизации конца XVI века, что привело к появлению класса торговцев и мелких ремесленников, которые начали писать рассказы или повести и оформлять их рисунками. Подобные сборники носили название эхон (яп. 絵本  — «книга картинок»).
Одним из примеров подобного искусства является издание 1608 года «Исэ-моногатари» («Повесть об Исэ») Хонами Коэцу. В подобных книгах широко использовались укиё-э в качестве иллюстраций.
Позднее гравюры стали печатать как самостоятельные произведения — какэмоно (яп. 掛け物  — свиток с картиной или изречением) и афиши для театра кабуки.
В середине XVIII века была разработана технология получения многоцветных отпечатков, которые получили название нисики-э (яп. 錦絵  — «парчовые картинки», также известны как эдо-э).
Известными художниками этого периода были Утамаро, Хокусай, Хиросигэ и Тосюсай Сяраку. Изучая европейское искусство, японские художники переняли технику изображения перспективы на рисунке, также в гравюре развились пейзаж и другие жанры. Хокусай на своих гравюрах изображал в основном пейзажи и природу. В 1831 году был издан его знаменитый сборник «Тридцать шесть видов Фудзи (Хокусай)» (яп. 富嶽三十六景).

## Влияние на европейскую и русскую живопись

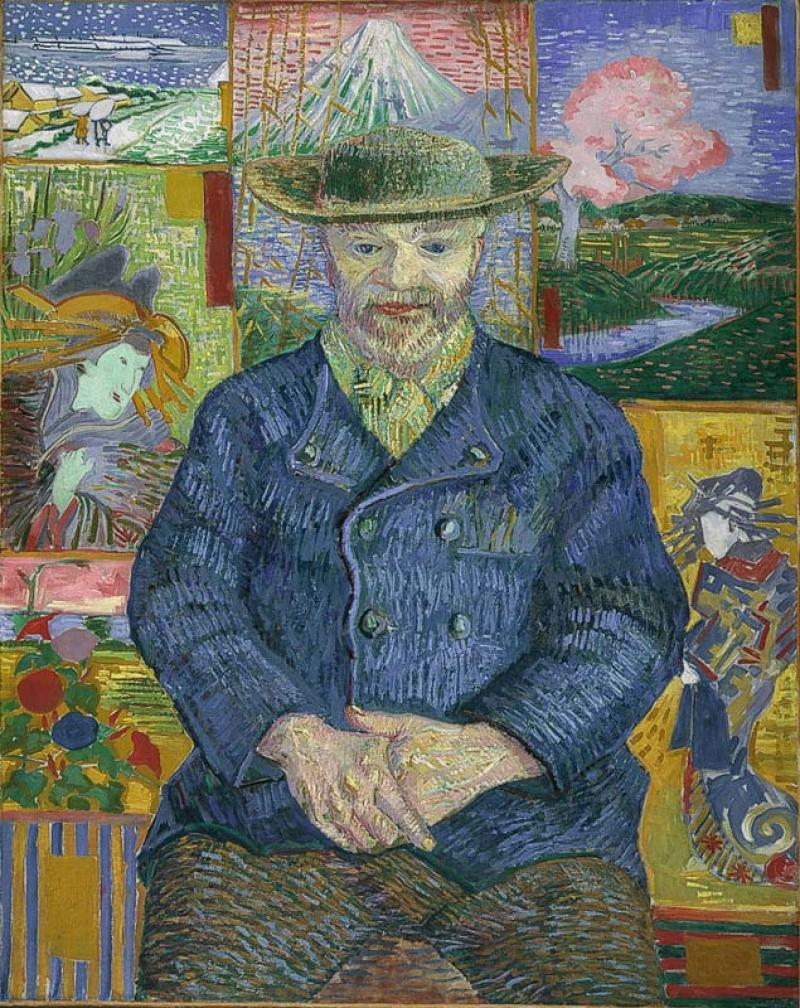
В. ван Гог. «Портрет папаши Танги». Холст, масло. 1887—88. Музей Родена, Париж. Пример влияния укиё-э на западное искусство

После революции Мэйдзи в 1868 году и открытия границ в Японию завозились достижения западной цивилизации.
Укиё-э постепенно выходит из моды, заменяясь фотографией. В то же время гравюры в стиле укиё-э стали очень популярны в западной Европе и Америке, их начинают массово скупать искусствоведы.
Увлечение укиё-э охватывает во второй половине XIX столетия всю Европу. Японские гравюры стали источником вдохновения для европейских художников, работавших в стиле кубизма, импрессионизма, а также художников-постимпрессионистов. Винсент ван Гог в письме к брату Тео пишет: «Изучая искусство японцев, мы одновременно чувствуем в их вещах умного философа, который тратит время на <...> просто на созерцание травинки. Но эта травинка даёт ему возможность рисовать любые растения, времена года, ландшафты, животных и, наконец, человеческие фигуры. … Мне думается, изучение японского искусства неизбежно делает нас более веселыми и радостными, помогает нам вернуться к природе, несмотря на наше воспитание, несмотря на то, что мы работаем в мире условностей».
Это влияние называют японизмом, который определяется как феномен сильнейшего визуального влияния японской культуры на западную, рамки которого определяются исследователями в пределах 1860–1910-х годов.
В России этот интерес особенно усилился после состоявшейся в Петербурге выставки японских гравюр из коллекции Сергея Китаева — считается, что именно с неё начался «японский выставочный бум». Александр Бенуа писал о японских художниках: «Их чудесное искусство, вся их <...> культура <...> полюбилась настолько, что многие из нас обзавелись коллекцией японских эстампов, а Хокусаи, Хиросиге, Куниоси, Утамаро стали нашими любимцами». Игорь Грабарь сетовал брату, что не может перестать покупать гравюру, а в 1902 году  писал: «Без японцев нельзя представить появление Клода Моне, Дегаса [Дега], Уистлера, и всего, что связано с этими тремя именами, т. е. в сущности добрую половину современного искусства...»
В первую очередь художников поражали композиционные приемы, совершенно непривычные для европейской живописной традиции. Неожиданные, зачастую неестественные с точки зрения линейной перспективы ракурсы в сочетании с фрагментарной композицией сейчас кажутся обыденностью в картине, закономерными и даже стандартными в фотографии и кинокадре, однако во многом такие приемы в живописи — это результат диалога разных культур на рубеже XIX и XX веков: европейской, русской и японской.

## Жанры гравюр укиё-э
- бидзин-га — изображение красавиц
- якуся-э — портреты популярных актёров театра
- сюнга — эротические гравюры
- йокогама-э — изображение иностранцев
- гига-э — юмористические картинки
- мэйсё-э — изображения знаменитых мест
- окуби-э — изображения больших голов
- сумо-э — изображения сумоистов
- сини-э — посмертные картины
- омотя-э — картинки-игрушки
- уки-э — изображения с прямой перспективой (чаще помещения)
- катё-га — «цветы и птицы»
- фукэй-га — пейзажи
- муся-э — изображения знаменитых самураев
- утива-э — изображения на веерах утива.

## Процесс создания

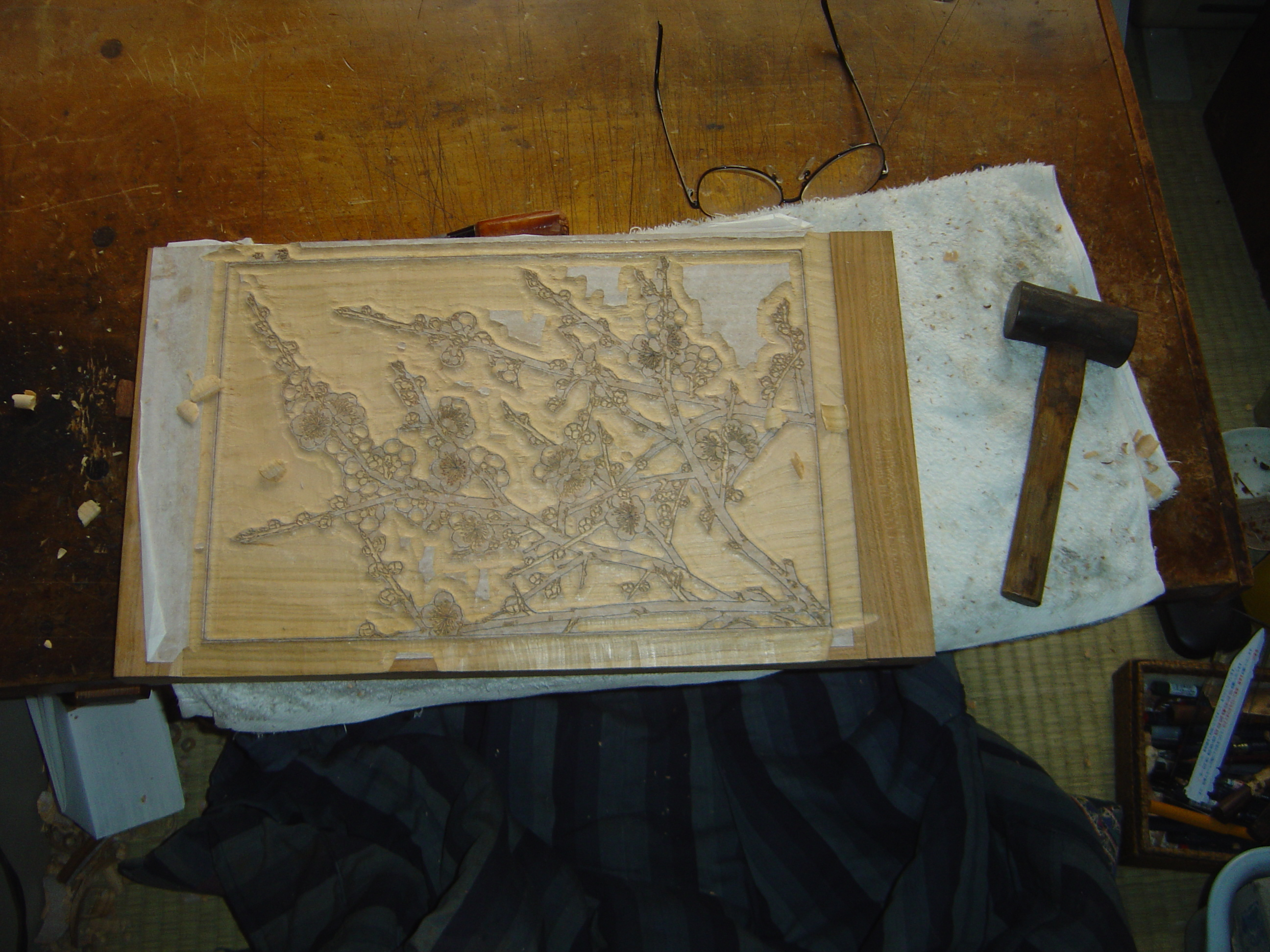
Печатная форма в процессе изготовления

Для создания укиё-э требовались художник, резчик и печатник. Укиё-э изготовлялись следующим образом.
Художник тушью делал на тонкой бумаге прототип гравюры, резчик приклеивал этот рисунок лицевой стороной на доску из вишни, груши или самшита и вырезал из неё области, на которых бумага была белой, получая таким образом первую печатную форму, но уничтожая сам рисунок. Потом делалось несколько черно-белых оттисков, на которых художник обозначал задуманные цвета. Резчик изготовлял необходимое количество (иногда более тридцати) печатных форм, каждая из которых соответствовала одному цвету или тону. Печатник, обговорив с художником цветовую гамму, наносил краску растительного или минерального происхождения на получившийся набор форм и на влажной рисовой бумаге вручную печатал гравюру.

## Известные художники и школы укиё-э
Школа Хисикава:
- Хисикава Моронобу (основатель школы)

- Фуруяма Моромаса
- Масанобу Окумура
- Тосинобу Окумура

Школа Кайгэцудо:
- Андо Кайгэцудо (основатель школы)
- Анти Кайгэцудо
- Досин Кайгэцудо
- Досю Кайгэцудо
- Дохан Кайгэцудо

Школа Тории:
Театральная гравюра:
- Тории Киёмото (основатель школы)
- Тории Киёнобу

- Тории Киёмасу
- Тории Киёмасу II
- Тории Киёсигэ
- Тории Киётада
- Тории Киёмицу
- Тории Киёнага
- Тории Киёхиро
- Тории Коёнага

Школа Хосода:
- Тёбунсай Эйси (основатель школы)
- Рэкисэнтэй Эйри
- Тёкосай Эйсё

Школа Миягава:
- Миягава Тёсюн (основатель школы)
- Миягава Иссо
- Миягава Сюнси
- Миягава Сюнтэй
- Миягава Сюнсуй

- Кацукава Сюнсё (основатель школы Кацукава)

Школа Кацукава:
- Кацукава Сюнсё (основатель школы)
- Кацукава Сюнко
- Кацукава Сюнъэй
- Кацукава Сюнтё
- Кацукава Сюндзан
- Кацукава Сюньэй
- Кацукава Сюнсэн
- Кацукава Сюнтэй
- Кацусика Хокусай (основатель школы Хокусай)

Школа Хокусай:
- Кацусика Хокусай (основатель школы)
- Тотоя Хоккэй
- Сётэй Хокудзю
- Тэйсэй Хокуба
- Сигэнобу I Янагава
- Ясима Гакутэй
- Сюнкосай Хокусю
- Сюнкосай Хокуэй
- Сигэнобу II Янагава

- Утагава Кунинао

Школа Китао:
- Китао Сигэмаса (основатель школы)
- Китао Масаёси
- Китао Масанобу
- Кубо Сюнман

Школа Нисимура/Исикава:

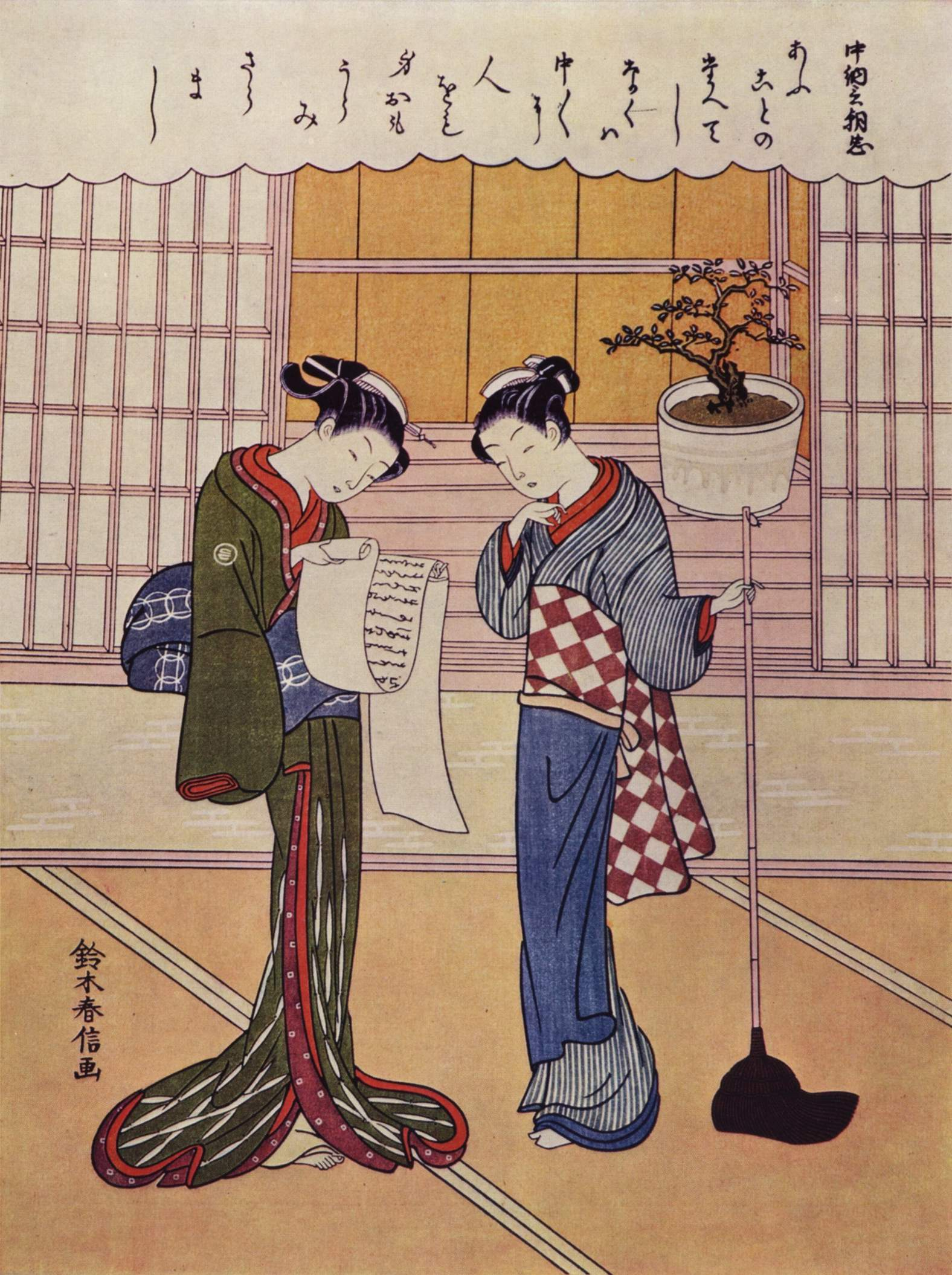
Судзуки Харунобу. «Две женщины на веранде». Цветная гравюра на дереве. Ок. 1750

- Нисимура Сигэнага (основатель школы)
- Исикава Тоёнобу
- Судзуки Харунобу
- Исода Корюсай
- Иппицусай Корюсай
- Сиба Кокан

Школа Сэкиэн:
- Сэкиэн Торияма
- Китагава Утамаро
- Эйсосай Тёки
- Утагава Тоёхару (основатель школы Утагава)

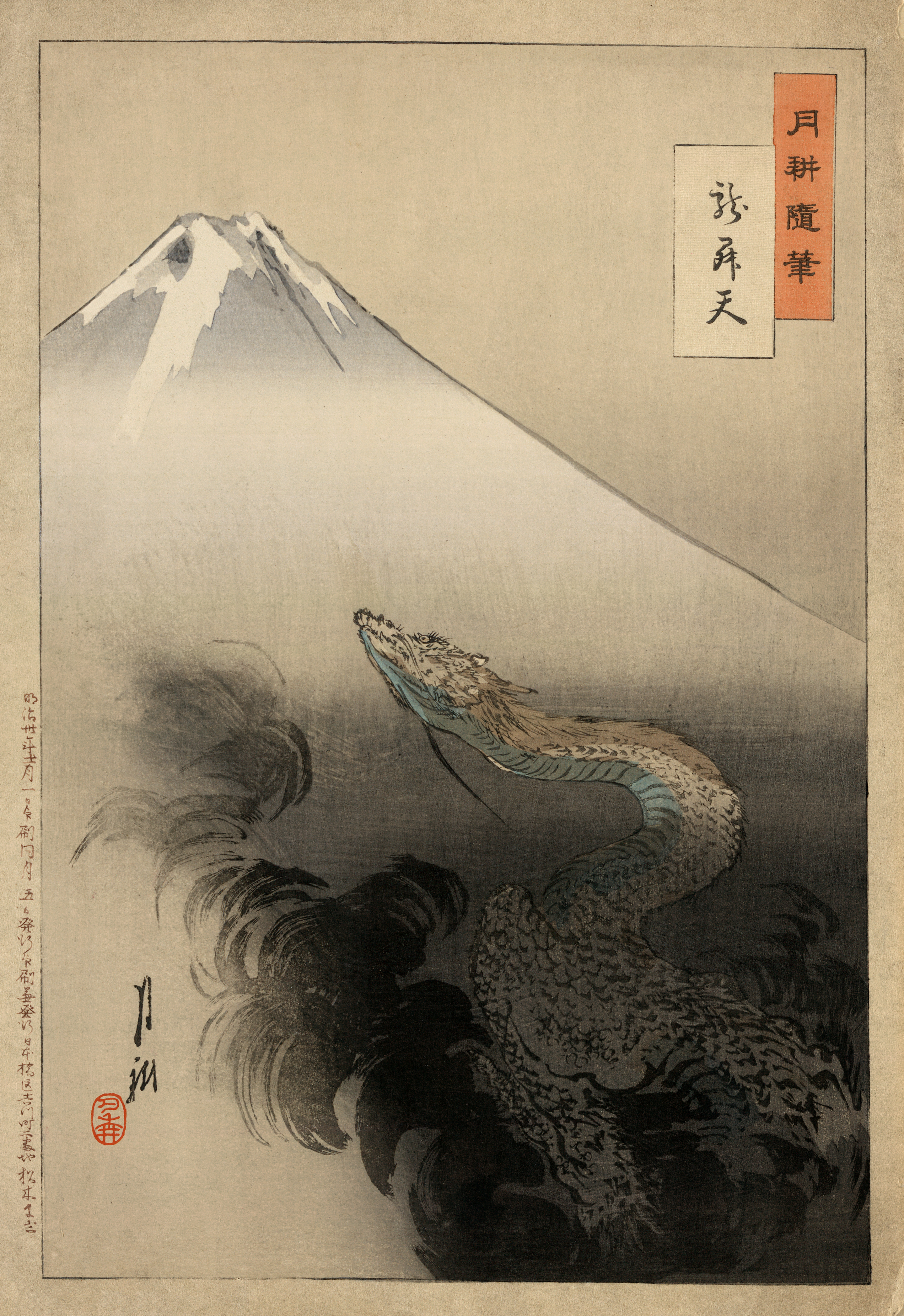
Огата Гэкко. «Дракон, поднимающийся к небу». Набросок. 1897

Школа Утагава:
- Утагава Тоёкуни
- Утагава Тоёхиру
- Утагава Хиросигэ
- Утагава Хиросигэ II
- Утагава Хиросигэ III
- Утагава Кунисада
- Утагава Куниёси
- Утагава Хиросада
- Утагава Кунимаса
- Утагава Тоёкуни II

Прочие:
- Каванабэ Кёсай
- Кэйсай Эйсэн
- Тоёхара Кунитика
- Цукиока Ёситоси
- Огата Гэкко
- Хасуи Кавасэ

### Театральная гравюра
- Иппицусай Бунтё
- Кабукидо Энкё
- Окумура Масанобу
- Окумура Тосинобу
- Сибакуни
- Сикюсай Эйри
- Судзуки Харунобу
- Сяраку Тосюсай
- Ямамото Фудзинобу